# Kimberly García
Artikeln följer den spanska namnseden; faderns efternamn är García och moderns efternamn León.
Gabriela Kimberly García León, född 19 oktober 1993 i Huancayo, är en peruansk gångare.

## Karriär
I juli 2022 vid VM i Eugene tog García guld på 20 kilometer gång efter ett lopp på 1 timme, 26 minuter och 58 sekunder, vilket var Perus första medalj vid ett friidrotts-VM genom tiderna samt blev ett nytt peruanskt rekord. Hon följde upp det med att ta ännu ett guld på den nya mästerskapsgrenen 35 kilometer gång efter ett lopp på 2 timmar, 39 minuter och 16 sekunder, vilket blev ett nytt mästerskapsrekord samt sydamerikanskt rekord.
I augusti 2023 vid VM i Budapest tog García silver på 35 kilometer gång efter ett lopp på 2 timmar, 40 minuter och 52 sekunder. I oktober 2023 tog hon guld på 20 kilometer gång vid panamerikanska spelen i Santiago i ett lopp där alla resultat ogiltighetsförklarades efter att banan visat sig vara flera kilometer för kort.

## Tävlingar
| År                | Tävling                             | Plats             | Placering         | Gren              | Tid               |
| Tävlande för Peru | Tävlande för Peru                   | Tävlande för Peru | Tävlande för Peru | Tävlande för Peru | Tävlande för Peru |
| ----------------- | ----------------------------------- | ----------------- | ----------------- | ----------------- | ----------------- |
| 2009              | Ungdomsvärldsmästerskapen           | Bressanone        | –                 | 5 000 m gång      | 0DSQ0             |
| 2010              | Olympiska sommarspelen för ungdomar | Singapore         | 7:e               | 5 000 m gång      | 23.17,04          |
| 2012              | Juniorvärldsmästerskapen            | Barcelona         | 10:e              | 10 000 m gång     | 47.42,49          |
| 2013              | Världsmästerskapen                  | Moskva            | 31:a              | 20 km gång        | 1:33.57           |
| 2015              | Panamerikanska spelen               | Toronto           | 5:e               | 20 km gång        | 1:32.45           |
| 2015              | Världsmästerskapen                  | Peking            | –                 | 20 km gång        | 0DNF0             |
| 2016              | Olympiska sommarspelen              | Rio de Janeiro    | 14:e              | 20 km gång        | 1:32.09           |
| 2017              | Världsmästerskapen                  | London            | 7:e               | 20 km gång        | 1:29.13           |
| 2019              | Panamerikanska spelen               | Lima              | 2:a               | 20 km gång        | 1:29.00           |
| 2021              | Olympiska sommarspelen              | Tokyo             | –                 | 20 km gång        | 0DNF0             |
| 2022              | Världsmästerskapen                  | Eugene            | 1:a               | 20 km gång        | 1:26.58           |
| 2022              | Världsmästerskapen                  | Eugene            | 1:a               | 35 km gång        | 2:39.16           |
| 2023              | Världsmästerskapen                  | Budapest          | 4:e               | 20 km gång        | 1:27.32           |
| 2023              | Världsmästerskapen                  | Budapest          | 2:a               | 35 km gång        | 2:40.52           |
| 2023              | Panamerikanska spelen               | Santiago          | 1:a               | 20 km gång        |                   |